# Rene hjerter
Rene hjerter er en dansk film fra 2006, instrueret af Kenneth Kainz efter et manuskript af Kim Fupz Aakeson. Filmen er en delvis filmatisering af romanen Alting og Ulla Vilstrup af Kim Fupz Aakeson. Stand-up-komikeren/skuespilleren Anders Matthesen spillefilmsdebuterer i denne film.

## Handling
Filmen handler om Kriss (Anders Matthesen), der er en psykiatrisk patient på 29 år, der gennem de sidste 8 år har levet sit liv på en anstalt. Han har én besættelse i livet og det er den gamle sort/hvide melodramafilm Rene Hjerter, som han sammen med sin eneste ven på anstalten, Willy (Morten Suurballe) ser igen og igen.
Filmen handler om den hjertens gode Linda (Laura Bro), som drager fra landet mod storbyen i jagten på kærligheden. Hun skal så grueligt meget ondt igennem, men som hun siger ”Livet er hvad man gør det til” og således gælder det også for Kriss. Han forguder Linda og alt hvad der sker i Filmen spejler han i sit eget liv. Ligesom i den gamle Film, har han delt verden op i ”Det Gode og Det Onde”. Han er en af De Gode, som skal bekæmpe det Onde i verden.
Efter et voldsomt sammenstød med en anden af anstaltens patienter, som ondt driller Kriss med hans forelskelse i Linda, bliver videoen taget fra Kriss og han går helt ned. Men en dag, da autisten og filmeksperten, Gamle Ole ved en tilfældighed remser op, at Linda bliver spillet af skuespillerinden Ulla Vilstrup, går det op for Kriss, at Linda lever og findes derude i den virkelige verden udenfor anstalten. Sammen med Willy sætter han ild til anstalten og flygter. Ud for at finde Linda eller Ulla Vilstrup for at blive forenet med hende i kampen mod det Onde. Det bliver en hektisk og voldsom flugt med politiet i hælene og makkerskabet mellem Kriss og Willy ender brat, da politiet indkredser dem og skyder Willy.
Kriss må flygte videre alene, han er træt, sulten og overvældet af at færdes i den forvirrende virkelighed. Han har mistet sin ven, er eftersøgt af politiet, er på forsiden af frokostaviserne og efterlyst via TV. Men han skal finde Ulla Vilstrup for alt i verden.
Omsider står han foran Ulla Vilstrups hoveddør. Der er ikke længere en verden imellem dem. Han har nået sit mål og kan snart blive genforenet med sit livs Linda, som godt nok hedder Ulla Vilstrup i virkelighedens verden, ”men livet er jo hvad man gør det til”.
Han er den mest glade person som findes. For han har endelig fundet Ulla Vilstrup (Linda).

## Medvirkende
- Anders Matthesen
- Veronika Bellová
- Laura Bro
- Bjarne Henriksen
- Helle Hertz
- Morten Suurballe
- Lisbet Dahl
- Andrea Vagn Jensen
- Søren Malling
- Jesper Christensen